# ساعد هدایتی
ساعد هدایتی (زادهٔ ۱۹ فروردین ۱۳۳۴) بازیگر ایرانی است.
او کارش را از سال ۱۳۴۹ با استودیو پارس فیلم شروع کرد و در فیلم‌هایی چون آب‌نبات‌چوبی و جنگجویان کوچولو نقش‌هایی را ایفا کرد. بعد از وقفه‌ای طولانی در فعالیت‌های هنری، در سال ۱۳۷۸ و به دنبال بستری شدنِ پدرِ مهران مدیری در بیمارستان محل کارش با مهران مدیری آشنا شد و در آنجا از سابقه کار خود در دهه پنجاه گفت سپس مهران مدیری او را به مشاور اول خود یعنی دانیال شهیدی معرفی کرد که این آشنایی به همکاری طولانی آنها از جمله در سریال‌های پاورچین، نقطه‌چین، شب‌های برره، مرد هزارچهره، قهوه تلخ و در حاشیه انجامید.

## فیلم‌شناسی

### سینما
| سال  | نام               | سمت    | کارگردان                   |
| ---- | ----------------- | ------ | -------------------------- |
| ۱۴۰۲ | تگزاس ۳           | بازیگر | سید مسعود اطیابی           |
| ۱۳۹۹ | ارثیه فامیلی      | بازیگر | حامد رضی                   |
| ۱۳۹۹ | پیشی میشی         | بازیگر | حسین قناعت                 |
| ۱۳۹۶ | لازانیا           | بازیگر | حسین قناعت                 |
| ۱۳۹۰ | بازگشت به آینده   | بازیگر | علی عبدالعلی‌زاده           |
| ۱۳۸۹ | آژانس ازدواج      | بازیگر | محمد درمنش                 |
| ۱۳۸۹ | ورود زنده‌ها ممنوع | بازیگر | جواد مزدآبادی              |
| ۱۳۸۸ | حلقه‌های ازدواج    | بازیگر | شاهین باباپور              |
| ۱۳۸۸ | لج و لجبازی       | بازیگر | سید مهدی برقعی             |
| ۱۳۸۷ | شبانه روز         | بازیگر | کیوان علی‌محمدی امید بنکدار |
| ۱۳۸۵ | هر چی تو بخوای    | بازیگر | محمد متوسلانی              |
| ۱۳۸۴ | سرتو بدزد رفیق    | بازیگر | علی عبدالعلی‌زاده           |
| ۱۳۸۴ | قلقلک             | بازیگر | مسعود نوابی                |
| ۱۳۸۱ | توکیو بدون توقف   | بازیگر | سعید عالم‌زاده              |
| ۱۳۵۲ | جنگجویان کوچولو   | بازیگر | اسماعیل کوشان              |
| ۱۳۵۱ | آبنبات‌چوبی        | بازیگر | امان منطقی                 |

### تلویزیون
| سال       | نام                                  | کارگردان                 | توضیحات                                                |
| --------- | ------------------------------------ | ------------------------ | ------------------------------------------------------ |
| ۱۴۰۳      | دربندون                              | حسن لفافیان              | شبکه سه                                                |
| ۱۴۰۳      | بدل                                  | علیرضا مسعودی            | شبکه سه؛ پخش آن به علت کشته شدن ابراهیم رئیسی متوقف شد |
| ۱۳۹۹–۱۴۰۱ | ارثیه پدری                           | میلاد بنایی، مهدی نقویان | شبکه آیو                                               |
| ۱۳۹۸      | دنگ و فنگ روزگار                     | جواد مزدآبادی            | شبکه ۱                                                 |
| ۱۳۹۷      | بچه مهندس ۱                          | علی غفاری                | شبکه ۲                                                 |
| ۱۳۹۳      | در حاشیه                             | مهران مدیری              | شبکه ۳                                                 |
| ۱۳۹۳      | آخرین بازی                           | حسین سهیلی‌زاده           | شبکه ۵                                                 |
| ۱۳۹۲      | تله فیلم «از بچه‌ها چه خبر»           | اسماعیل فلاح‌پور          | شبکه آموزش                                             |
| ۱۳۹۲      | تله فیلم «بجنب، دیر شد!»             | مهدی فارغی               |                                                        |
| ۱۳۹۱      | تله فیلم «ماشین مش ممدلی»            | حمیدرضا شرفی             | شبکه ۱                                                 |
| ۱۳۹۱      | تله فیلم «تلاش نهایی»                | حمیدرضا بنایی            |                                                        |
| ۱۳۹۰      | تله فیلم «تلاقی»                     | حجت ذیجودی               | شبکه ۱                                                 |
| ۱۳۹۰      | تله فیلم «آوا»                       | فربد شکرایی              |                                                        |
| ۱۳۹۰      | مسیر انحرافی                         | بهرنگ توفیقی             | شبکه ۳                                                 |
| ۱۳۹۰      | تله فیلم «پاسگاه»                    | عباس رافعی               | شبکه ۱                                                 |
| ۱۳۹۰      | سایه روشن                            | آرش معیریان              | شبکه ۵                                                 |
| ۱۳۸۹      | ساختمان ۸۵                           | مهدی فخیم‌زاده            | شبکه ۲                                                 |
| ۱۳۸۹      | تله فیلم «همه چی روبراهه»            | حجت ذیجودی               | شبکه ۱                                                 |
| ۱۳۸۸      | به کجا چنین شتابان                   | ابوالقاسم طالبی          | در نقش دستیار ویژه فریدون                              |
| ۱۳۸۸      | تله فیلم «میش»                       | مجید صالحی               | شبکه ۱                                                 |
| ۱۳۸۷      | تله فیلم «یه آسمون آبی سقف اتاق منه» | مجتبی چراغعلی            | شبکه ۳                                                 |
| ۱۳۸۷      | عید امسال                            | سعید آقاخانی             | شبکه ۵                                                 |
| ۱۳۸۶      | مرد هزارچهره                         | مهران مدیری              | در نقش «قاضی دادگاه» در نوروز ۱۳۸۷ از شبکه ۳ پخش شد.   |
| ۱۳۸۵      | باغ مظفر                             | مهران مدیری              | در نقش «پرویزخان»                                      |
| ۱۳۸۴      | شب‌های برره                           | مهران مدیری              | در نقش «جان نثار»                                      |
| ۱۳۸۴      | حس سوم                               | مهدی فخیم زاده           |                                                        |
| ۱۳۸۴      | عسل‌ها و مثل‌ها (سری دوم)              | مجتبی یاسینی             | پخش در رمضان ۸۴                                        |
| ۱۳۸۳      | جایزه بزرگ                           | مهران مدیری              | در نقش «پدرام» در نوروز ۱۳۸۴ از شبکه ۳ پخش شد.         |
| ۱۳۸۲      | نقطه‌چین                              | مهران مدیری              | در نقش «ساعد»                                          |
| ۱۳۸۱      | پاورچین                              | مهران مدیری              | در نقش «سعید»                                          |
| ۱۳۸۰      | دردسر والدین                         | مسعود نوابی              | شبکه ۳                                                 |
| ۱۳۷۹      | نیستان                               | حسین مختاری              | شبکه ۳                                                 |
| ۱۳۷۹      | نود شب                               | مهران مدیری              | شبکه ۳                                                 |
| ۱۳۷۸      | پلاک ۱۴                              | مهران مدیری              | شبکه ۳                                                 |
| ۱۳۷۳      | سلام آشنا                            | محمد حسینی‌خواه           | در نوروز ۱۳۷۴ پخش شد.                                  |

### شبکه خانگی
| سال       | نام       | سمت    | کارگردان    | توضیحات                                                                                          |
| --------- | --------- | ------ | ----------- | ------------------------------------------------------------------------------------------------ |
| ۱۳۹۸      | موچین     | بازیگر | حسین تبریزی | 《در نقش هدایتی》                                                                                |
| ۱۳۹۴      | عطسه      | بازیگر | مهران مدیری | 《در چندین نقش مختلف》                                                                           |
| ۱۳۹۲      | شوخی کردم | بازیگر | مهران مدیری | 《در چندین نقش مختلف 》                                                                          |
| ۱۳۸۹–۱۳۹۰ | قهوه تلخ  | بازیگر | مهران مدیری | در نقش «دواءالملک» (پزشک سلطنتی)                                                                 |
| ۱۳۸۶      | گنج مظفر  | بازیگر | مهران مدیری | در نقش «پرویزخان» (رئیس جمشید پورلک)؛ نمایش آن از مهر ماه ۱۳۹۲ از طریق شبکهٔ نمایش خانگی آغاز شد. |